# Didò
Didò è il nome commerciale di un materiale facilmente modellabile prodotto inizialmente dalla Adica Pongo, poi passato a FILA. È stato immesso sul mercato nel 1985.
Simile al Pongo e alla plastilina, è rivolto a un target di bambini dai due ai sette anni; è innocuo, atossico, aromatizzato alla mela e prodotto con ingredienti naturali (farina, acqua, sale).